# Sam Simon
Sam Simon (6. června 1955 Los Angeles – 8. března 2015 Los Angeles) byl americký televizní producent a scenárista, společně s Mattem Groeningem a Jamesem L. Brooksem tvůrce animovaného seriálu Simpsonovi.

## Kariéra
Byl z čtvrté generace Kaliforňanů, vyrůstal v Beverly Hills a Malibu. Při studiu psychologie na Stanfordově univerzitě dělal kreslíře školního periodika a také v San Francisco Chronicle a San Francisco Examiner. Po dokončení studia v roce 1977 nastoupil do studia Filmation, kde se podílel mimo jiné na pořadech Fat Albert and the Cosby Kids a The New Adventures of Mighty Mouse and Heckle and Jeckle. V polovině 80. let už měl za sebou scénář k epizodě seriálu Barney Miller a práci na seriálech Taxi (1981–1983) či Na zdraví (Cheers, 1982–1985). Do konce desetiletí napsal scénář ke třem dílům It's Garry Shandling's Show a stal se vedoucím producentem pořadu The Tracey Ullman Show.
V Simpsonových působil jako dramaturg, tvůrce postav, kreativní konzultant a supervizor i scenárista. Asi nejvíce je znám díky vytvoření řady postav tohoto seriálu, včetně Jacqueline Bouvierové. V roce 1993 z produkce seriálu odešel, ale ponechal si titul vedoucího producenta. V letech 1994–1995 vytvořil a působil jako vedoucí producent i scenárista The George Carlin Show, v letech 1998–2003 byl konzultujícím producentem a režisérem The Drew Carey Show. Často přispíval také do The Howard Stern Show. Jedním z jeho posledních angažmá byla pozice výkonného konzultanta v seriálu Anger Management v letech 2012–2013.
Získal celkem 9 ocenění Emmy, z toho 7 za Simpsonovy a 2 za The Tracey Ullman Show. Koncem roku 2013 obdržel Cenu Valentina Davise od Sdružení amerických scenáristů.

## Soukromý život
V letech 1984–1991 žil v bezdětném manželství s herečkou Jennifer Tillyovou. V roce 2000 se oženil s modelkou Jami Ferrelovou, avšak toto manželství mělo jen třítýdenní trvání. V roce 2002 založil Nadaci Sama Simona, která se soustředila na záchranu a umístění zatoulaných psů do domovů. V roce 2012 mu byla diagnostikována zhoubná střevní rakovina s tím, že mu zbývá nejvýše půl roku života. Toto období přežil, zemřel 8. března 2015 ve svém domě v losangeleské čtvrti Pacific Palisades.